# Osiedle Pomorskie (Zielona Góra)

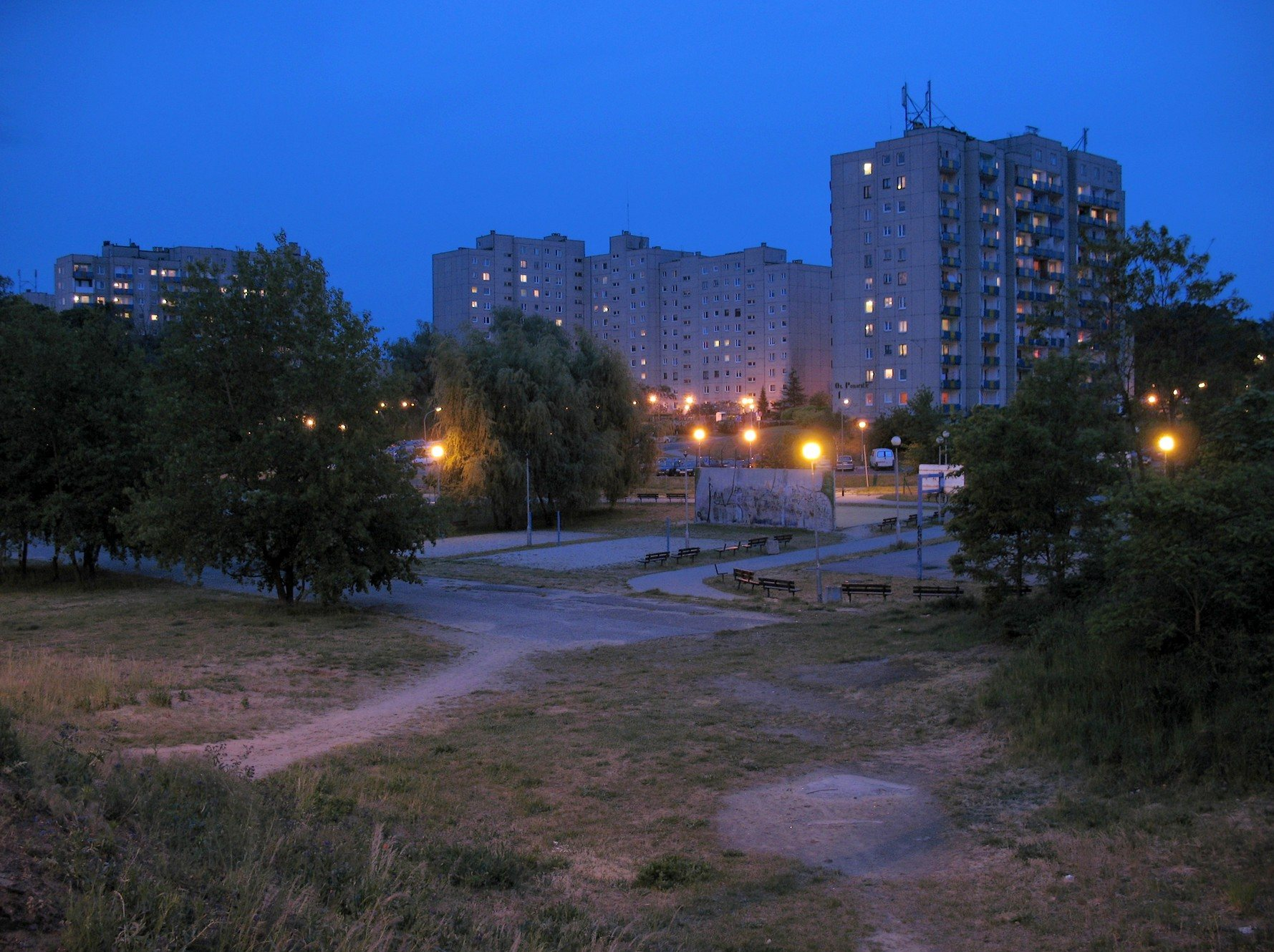

Osiedle Pomorskie – osiedle bloków mieszkalnych z późnych lat 80. XX wieku położone we wschodniej części Zielonej Góry, przy Szosie Kisielińskiej.

## Położenie
Osiedle Pomorskie sąsiaduje z Osiedlem Śląskim i Raculką. Umiejscowione w odległości około 7 kilometrów od centrum miasta.

## Historia
W II połowie XVII w. Zieloną Górę nawiedziła epidemia ospy zwanej „czarną śmiercią”, dla wędrowców przybywających wówczas do miasta zorganizowano na Przedmieściu Kisielińskim punkt kwarantanny. W jego pobliżu znajdowały się stosy, na których palono zwłoki zmarłych w wyniku zarazy (prawdopodobnie był tam również cmentarz). W miejscu tym pod koniec lat 80. XVII wieku wzniesiono tzw. nabot, który początkowo był zadaszonym słupem z wnęką, która była ozdobiona malowidłami i figurami świętych. Obecnie budowla jest zaniedbana i pozbawiona konserwacji.
Pierwszy blok na jego terenie wybudowano w 1984 roku. Jest ono zarządzane przez spółdzielnię mieszkaniową "Kisielin". Do 31 grudnia 1985 r. teren Osiedla Pomorskiego należał do pobliskiej wsi Stary Kisielin, która 1 stycznia 2015 r. została włączona do miasta Zielona Góra.
Na terenie osiedla znajduje się Zespół Edukacyjny nr 3 w skład którego wchodzi Szkoła Podstawowa nr 21 im. Karola Wojtyły oraz Miejskie Przedszkole nr 24 im. "Wesoła Żyrafa".
30 listopada 2010 doszło tam do awarii sieci gazowej, w wyniku której zginął 51-letni mężczyzna. Ewakuowano wówczas ok. 6,5 tys. mieszkańców osiedli Pomorskiego, Śląskiego i Raculki.